# Pseudozonitis schaefferi
Pseudozonitis schaefferi is een keversoort uit de familie van oliekevers (Meloidae). De wetenschappelijke naam van de soort is voor het eerst geldig gepubliceerd in 1922 door Blatchley.